# Lineær regulator
Indenfor elektronik er en lineær regulator eller linear regulator et elektronisk kredsløb som fungerer som en spændingsregulator, hvis mål fx er at opretholde en konstant udgangsspænding (lineær spændingsregulator) eller konstant udgangsstrøm (lineær strømregulator).
]
Forudsætningen for at en lineær regulator virker efter hensigten er, at indgangsspændingen altid er højere end udgangsspænding med en vis margen. Regulatorens strømgennemgang varieres så udgangsspændingen er konstant. En bieffekt af reguleringen er er mere eller mindre spildeffekt. Spildeffekten er forskellen mellem udgangsspænding minus indgangsspænding - og ganget med regulatorstrømmen.
(I modsætning hertil kan en switch-mode-strømforsyning ideelt set uden spildeffekt, pumpe elektrisk energi fra indgang til udgang for at opretholde fx en konstant udgangsspænding eller udgangsstrøm.) 
Lineære regulatorer kan placere reguleringsanordningen parallelt med belastningen (lineær shuntregulator) - eller kan placere reguleringsenheden mellem kilden og belastningen (lineær serieregulator).
Simple lineære regulatorer kan fx indeholde så lidt som en zenerdiode og en seriemodstand; mere komplicerede regulatorer omfatter separate dele i form af spændingsreference, fejlforstærker og serieeffektregulator. Fordi en lineær regulator anvendes i mange elektroniske enheder, er regulatorer baserede på integrerede kredsløb (ICere) meget almindelige. Lineære regulatorer kan også bestå af diskrete halvleder komponenter og passive komponenter.